# بخش کشاورز
بخش کشاورز، بخشی از شهرستان شاهین‌دژ، از توابع استان آذربایجان غربی است. این بخش مشتمل بر یک شهر و دو دهستان است که شهر کشاورز، مرکز بخش است و طبق سرشماری سال ۱۳۸۵، در این بخش ۲۱۰۷۰ نفر ساکن بوده‌اند که از این تعداد ۱۰۳۷۰ نفر مرد و ۱۰۷۰۰ نفر آن‌ها زن بودند.

## تقسیمات کشوری
تقسیمات کشوری این بخش، بنابرآنچه در نتایج آمارگیری سرشماری سال ۱۳۸۵ کل کشور آمده است، بر حسب شهر، دهستان و روستا به شرح زیر است:

### شهرها
- شهر کشاورز

### دهستان‌ها
- دهستان کشاورز
- دهستان چهاردولی (شاهین‌دژ)